# Loi relative à la rémunération au titre du prêt en bibliothèque
La loi française no 2003-517 du 18 juin 2003 relative à la rémunération au titre du prêt en bibliothèque et renforçant la protection sociale des auteurs modifie le code de la propriété intellectuelle. 
Désormais, lorsqu'une œuvre a fait l'objet d'un contrat d'édition en vue de sa publication et de sa diffusion sous forme de livre, l'auteur ne peut s'opposer au prêt d'exemplaires de cette édition par une bibliothèque accueillant du public. Ce prêt ouvre droit à rémunération au profit de l'auteur, rémunération perçue par une ou plusieurs des sociétés de perception et de répartition des droits agréées à cet effet par le ministre chargé de la culture. 
Cette rémunération comprend deux parts : 
- la première part, à la charge de l'État, est assise sur une contribution forfaitaire par usager inscrit dans les bibliothèques accueillant du public pour le prêt, à l'exception des bibliothèques scolaires ;
- la seconde part est de 6 % du prix public de vente hors taxes des livres achetés, pour leurs bibliothèques accueillant du public pour le prêt, par les collectivités locales (bibliothèques municipales, bibliothèques départementales de prêt...) et les bibliothèques universitaires, et est versée par les libraires.

La rémunération au titre du prêt en bibliothèque est répartie comme suit :
- une première part est répartie à parts égales entre les auteurs et leurs éditeurs à raison du nombre d'exemplaires des livres achetés chaque année par les bibliothèques, sur la base des informations communiquées par les bibliothèques et les libraires ;
- une seconde part, qui ne peut excéder la moitié du total, est affectée à la prise en charge d'une fraction des cotisations dues au titre de la retraite complémentaire par les auteurs.

La loi Lang relative au prix du livre est également modifiée de manière à plafonner à 9 % le montant maximal des rabais consentis par les libraires aux bibliothèques.
Les auteurs et éditeurs recevront en 2007 les premiers versements, correspondant aux droits pour les années 2003 et 2004. Pour l'année 2005, la somme à reverser est évaluée à 19,7 millions d'euros. 
Pour 2019 le montant de la contribution forfaitaire à la charge de l'Etat est de 9 410 000 € pour le ministère de la culture et de 1 040 695 € pour  le ministère de l'enseignement supérieur, de la recherche et de l'innovation. 

## Référence
1. ↑  Hervé Hugueny, « 33 millions d'euros pour les auteurs et les éditeurs », dans Livres Hebdo, no 664, 3 novembre 2006, p. 56-57.  (ISSN 0294-0000). Le montant de 33 M€ auquel fait allusion le titre de l'article inclut le rattrapage de 2003-2004.
2. ↑  Arrêté du 18 novembre 2019 déterminant pour l'année 2019 le nombre d'usagers inscrits dans les bibliothèques accueillant du public pour le prêt et le montant de la part de la rémunération au titre du prêt en bibliothèque à la charge de l'Etat